# Mülleramazone

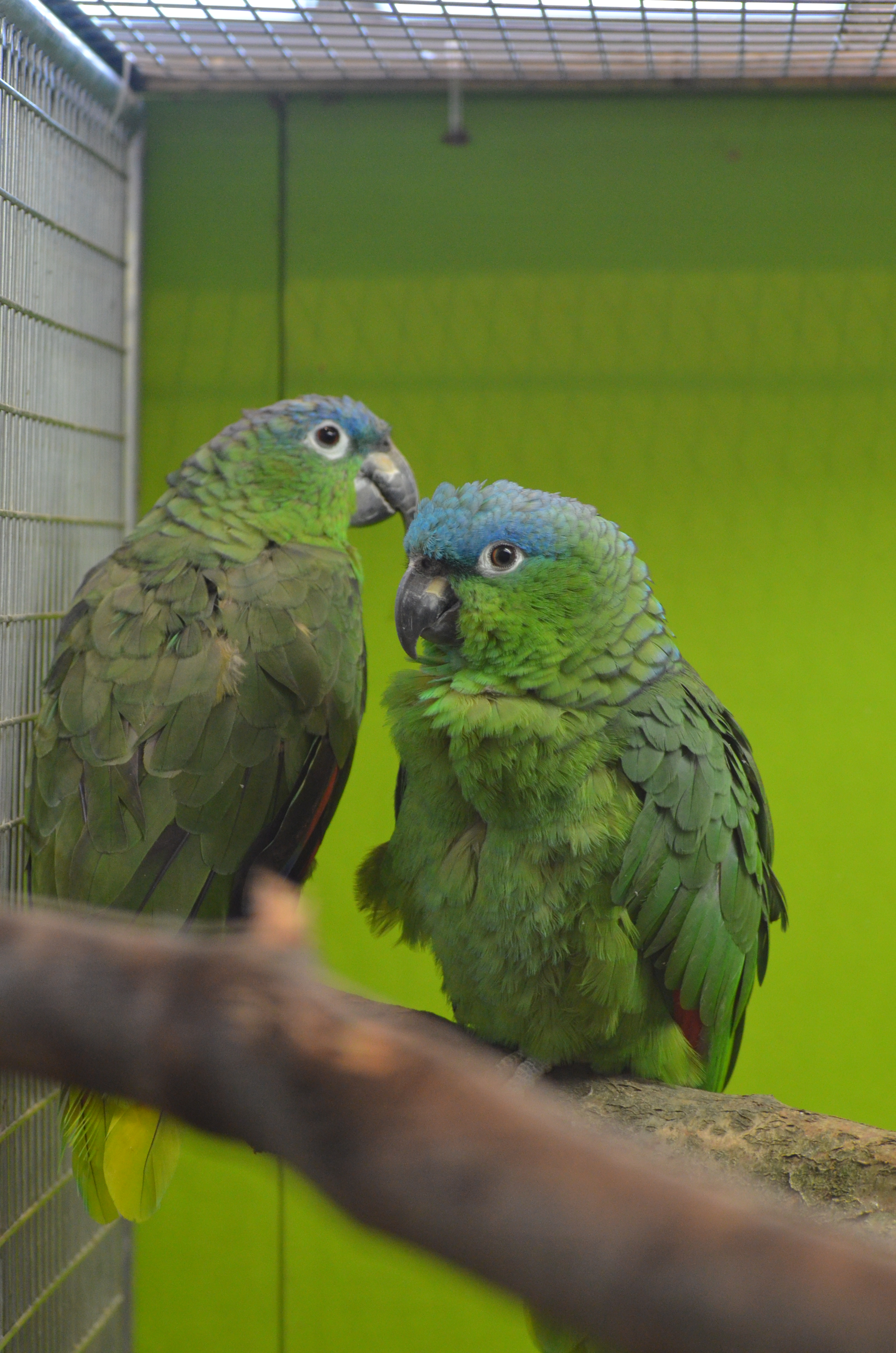
Guatemalaamazonen (Amazona farinosa guatemalae) in Gefangenschaft

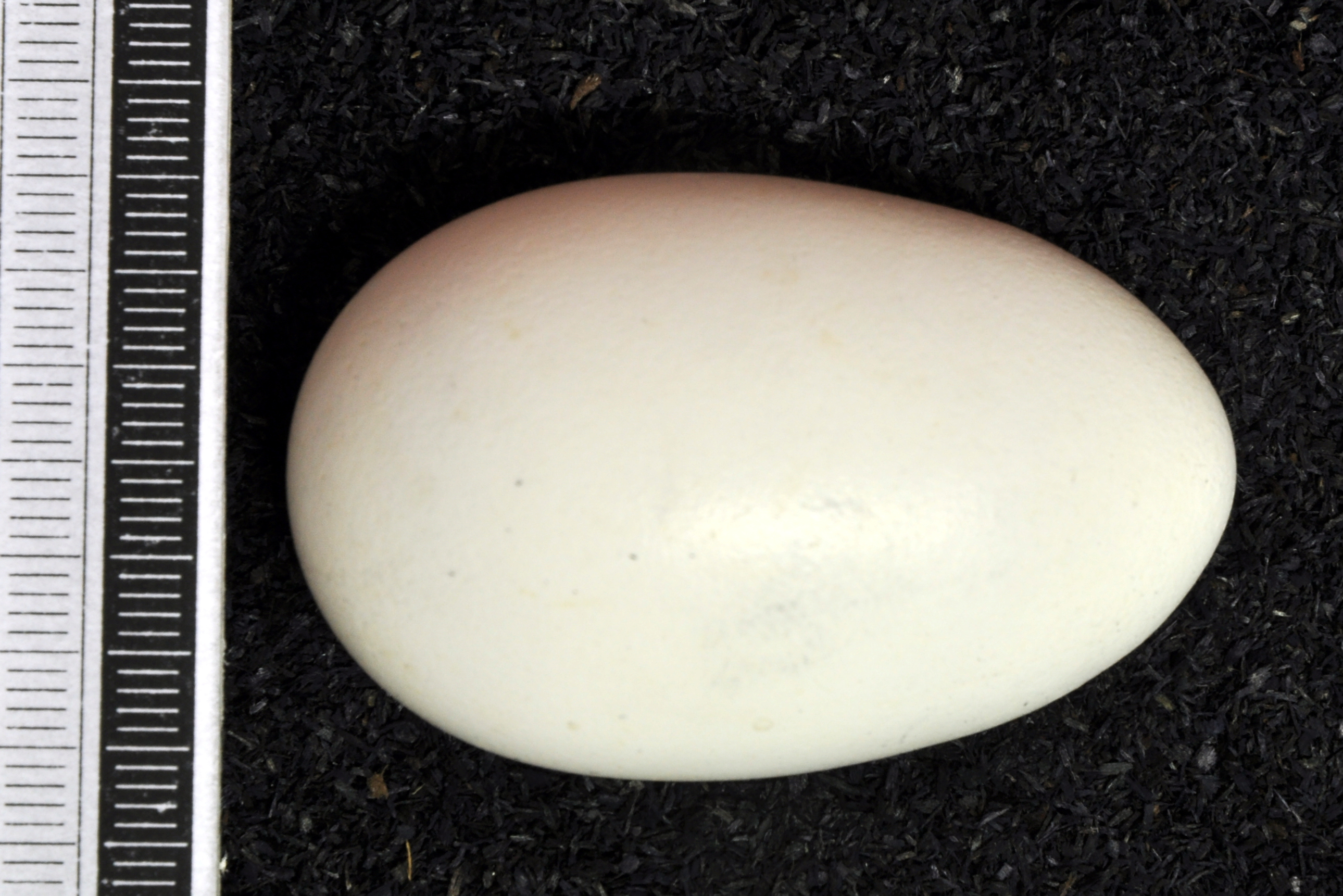
Ei, Sammlung Museum Wiesbaden

Verbreitungskarte der Mülleramazone (grün)

Die Mülleramazone (Amazona farinosa), auch Müller-Amazone geschrieben, ist eine Papageienart aus der Unterfamilie der Neuweltpapageien. Die Grundfärbung des Gefieders dieser 38 Zentimeter groß werdenden Amazonenart ist grün, wobei die Körperoberseite leicht bläulich überhaucht ist. Einzelne Individuen weisen einen deutlich ausgeprägten gelben Scheitelfleck auf. Bei anderen ist dieser Scheitelfleck auf wenige Federn begrenzt. Kopfoberseite, der Nacken sowie die Federn am Hals sind breit graublau gesäumt und weisen violettschwarze Säume auf. Die Vögel weisen keinen Geschlechtsdimorphismus auf. Sie wiegen zwischen 535 und 766 Gramm.
Das Verbreitungsgebiet dieser Art, für die neben der Nominatform vier Unterarten beschrieben werden, reicht vom südlichen Mexiko bis ins nördliche Bolivien und Brasilien. Der bevorzugte Lebensraum dieser Amazonenart ist der tropische Regenwald. Sie lebt bevorzugt in den Wäldern der Tiefebenen und wird nur gelegentlich auch in Vorgebirgen bis zu einer Höhe von 1000 Metern angetroffen. Anders als bei anderen Amazonasarten sind größere Schwärme dieser Art selten. Sie leben entweder paarweise oder in kleinen Familiengruppen. Sie vergesellschaften sich aber auch mit anderen Amazonasarten wie beispielsweise mit einer Unterart der Rotstirnamazone, der Salvinamazone oder der Venezuelaamazone. Auch eine Vergesellschaftung mit Greisenkopfpapageien (Pionus seniloides) wurde bereits beobachtet. Ihre Nahrung besteht überwiegend aus Früchten und Samen.

## Unterarten
Es werden folgende Unterarten unterschieden:
- Amazona farinosa guatemalae (Sclater, PL, 1860) kommt vom Südosten Mexikos bis in den Nordwesten Honduras vor.
- Amazona farinosa virenticeps (Salvadori, 1891) ist vom nördlichen Honduras bis ins westliche Panama verbreitet.
- Amazona farinosa farinosa (Boddaert, 1783)	kommt im östlichen Panama und Kolumbien über das nordöstliche Bolivien, das östliche Brasilien und die Guyanas vor.